# Polytechnische Universität Hongkong

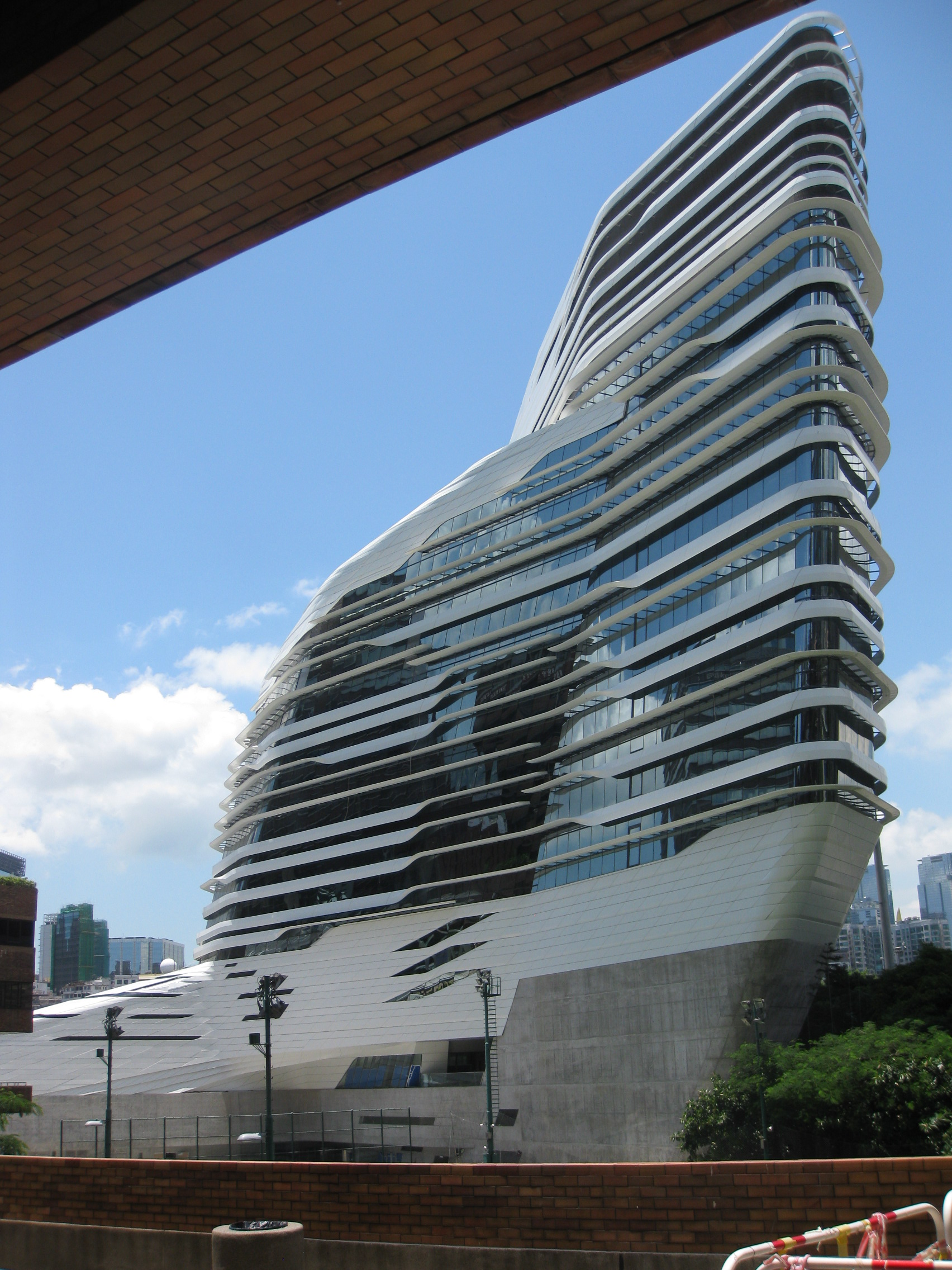
Innovation Tower, 2013

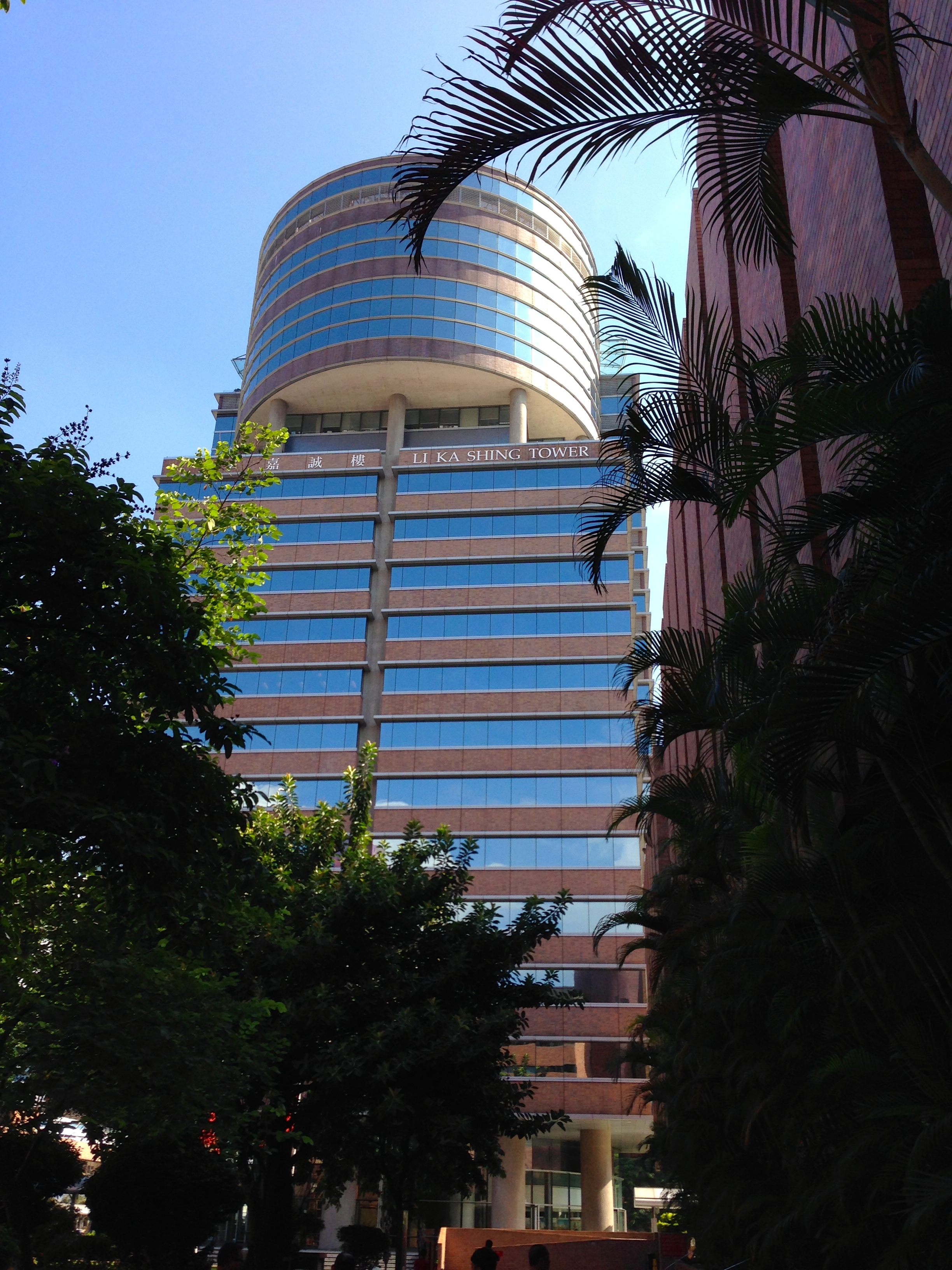
Li Ka Shing Tower, 2013

Die Polytechnische Universität Hongkong, kurz PolyU (chinesisch 香港理工大學 / 香港理工大学, Pinyin Xiānggǎng Lǐgōng Dàxué, Jyutping Hoeng1gong2 Lei5gung1 Daai6hok6, englisch The Hong Kong Polytechnic University, kurz 理大,  Lǐdà, Jyutping Lei5daai6) ist die größte staatlich finanzierte Universität in Hongkong.

## Geschichte
Die Geschichte der Universität begann 1937 als Government Trade School auf der Wood Road in Wan Chai auf Hong Kong Island. Die Berufsschule bot technische Lehrgänge an und war die erste staatlich finanzierte tertiäre Bildungseinrichtung in Hongkong. 1947 folgte die Umbenennung in Hong Kong Technical College und 1957 die Eröffnung des heutigen Standorts in Hung Hom, ein Stadtteil auf der Halbinsel im Osten von Kowloon. 1969 begann die Umwandlung zum Polytechnikum und die Übergabe der meisten Berufsschulgänge an das neu gegründete Morrison Hill Technical Institute (heute Hong Kong Institute of Vocational Education). 1972 war die Umwandlung abgeschlossen und die Einrichtung mit der heutigen Bezeichnung  eröffnet. 1994 wurde die PolyU von der Regierung Hongkongs als vollwertige Universität anerkannt und änderte ihren Namen in The Hong Kong Polytechnic University.
Im November 2019 wurde die Universität im Rahmen der Proteste in Hongkong von Studenten, Schüler und vermummte Protestler unbekannter Herkunft besetzt. Die Polizei umstellte die Universität und setzte Tränengas und Plastikgeschosse ein. Die Studenten warfen Molotowcocktails und beschossen die Polizisten mit Steinschleudern sowie Pfeil und Bogen. Dabei wurden sowohl Protestteilnehmer und Besetzer als auch Ordnungskräfte der Polizei verletzt. Bei der gewaltigen  Auseinandersetzung durchschoss ein Pfeil der Protestierenden die Unterschenkel eines Polizeibeamten. Die Besetzung dauerte mehr als eine Woche.

## Struktur
Die PolyU hat insgesamt 27.088 Studierende, bei etwa der Hälfte wird das Studium aus staatlichen Mitteln finanziert. Davon sind 20.722 Vollzeitstudierenden und 6.366 Teilzeitstudenten. Es gibt 5.429 Angestellte, davon 1.352 im akademischen Bereich, 1.409 in der Forschung und 2.668 in der Verwaltung. (Stand 2017/18) Die Organisationsstruktur ist aufgeteilt auf acht Fakultäten und zwei davon als sogenannte Schools:

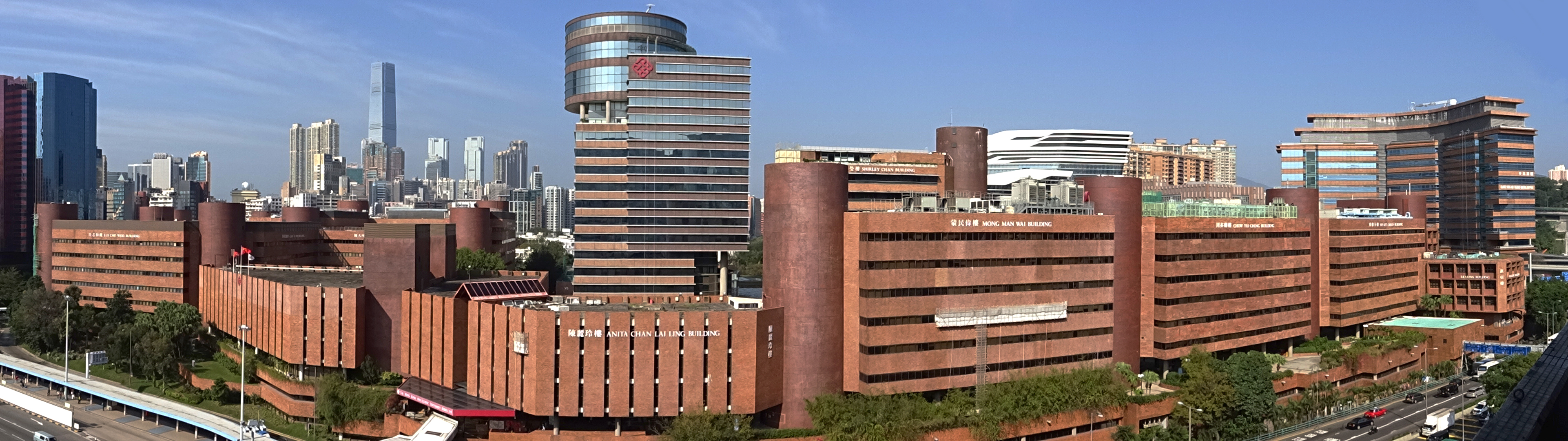
Ost-Panorama: Polytechnische Universität nahe Hung Hom Bahnhof und CHT, 2016

### Fakultäten
- Faculty of Applied Science and Textiles (angewandte Wissenschaften)
- Faculty of Business (Betriebswirtschaft)
- Faculty of Construction and Environment (Bauingenieurwesen und Umweltwissenschaften)
- Faculty of Engineering (Ingenieurwissenschaften)
- Faculty of Health and Social Sciences (Gesundheitswissenschaften und Sozialwissenschaften)
- Faculty of Humanities (Geisteswissenschaften)
- School of Design (Design, Kommunikationsdesign)
- School of Hotel and Tourism Management (Hotel- und Tourismusmanagement)

## Sonstiges
Das höchste Gebäude auf dem Campus ist der Li Ka Shing Tower, benannt nach dem Stifter Li Ka-shing. Im Jockey Club Innovation Tower befindet sich die School of Design  mit verschiedene Abteilung und beispielsweise Möglichkeiten in Bachelor- und Masterstudiengänge im Bereich Communication design, Advertising design (Visuelle Kommunikation, Grafikdesign), Product design (Produktdesign), Entvironment and Interior design (Innenarchitektur), Urban Environments Design („Städtebau“), Digital Media und Interaktive Media (Digital- und Interaktive Medien) etc.